# Uack!
Uack! è stata una rivista a fumetti che raccoglieva principalmente le opere di Carl Barks, pubblicata da Panini Comics dall'aprile 2014 al novembre 2018. È stata la prima testata Disney creata dalla Panini.
Sia per la sua grandezza e per i colori Uack! assomiglia alla rivista Zio Paperone, attiva dal 1987 al 2008, creata anche per chi non conosce la precedente edizione delle opere di Barks.

## Storia editoriale
La testata, prima grande novità Disney dell'era Panini, fu presentata da Valentina De Poli sulle pagine di Anteprima. All'interno della rivista vengono ristampate storie di Carl Barks nella versione pubblicata sulla pubblicazione Zio Paperone (solo la storia Zio Paperone e l'elefante picchiettato fu ritradotta e riletterata in quanto la versione pubblicata su Zio Paperone era pesantemente censurata e stravolta). Il tutto è corredato da illustrazioni, bozzetti, foto, dipinti e avventure inedite realizzate su soggetto di Barks dopo la sua scomparsa. Alla rivista, così come per la precedente Zio Paperone, collaborano Luca Boschi, Lidia Cannatella e Alberto Becattini.
Inizialmente, Uack! è pubblicata come mensile, con il sottotitolo Tutte le storie di Carl Barks. In ogni volume sono pubblicati diversi albi di Uncle Scrooge, più alcune storie inedite, basate su soggetto di Barks ma realizzate successivamente da altri artisti, tra cui l'olandese Daan Jippes, o storie rare, come quelle pubblicate su giveaway promozionali. Chiude la rivista un portfolio. La seconda e la terza di copertina presentano la stampa di uno dei quadri disneyani di Barks.
Nei primi numeri la ristampa degli albi è integrale, con gli albi comprensivi della copertina originale e delle tavole autoconclusive pubblicate in seconda, terza e quarta di copertina; al crescere delle inserzioni pubblicitarie, a partire dal numero 8 della collana (numero 18 di Uncle Scrooge), sono esclusi dalla ristampa i brevi racconti in testo, di cui vengono pubblicate solo le illustrazioni, e le inserzioni pubblicitarie non significative. A partire dal numero 16 della collana (numero 43 di Uncle Scrooge), le storie realizzate da altri artisti aumentano e vengono escluse dalla ristampa, che si limita alle sole storie a opera di Barks.
Con la conclusione degli albi di Uncle Scrooge contenenti inediti di Barks, dal numero 24 la testata diventa bimestrale e si rinnova. La ristampa degli albi non segue più l'ordine cronologico, ma le storie sono raggruppate per temi, che danno il titolo a un ciclo di albi, sotto la comune testata Uack! presenta. Nel primo ciclo, denominato Paperopoli, alle storie di Barks, si affiancano anche storie di altri autori, come Don Rosa o Al Taliaferro. In realtà, l'ordine cronologico, almeno per quanto riguarda le storie di Barks pubblicate in origine su Walt Disney's Comics and Stories, non viene del tutto abbandonato. Infatti, in ogni numero, oltre a una sezione monografica o tematica, è presente anche una sezione cronologica che pubblica in ordine cronologico le storie di Barks pubblicate su Walt Disney's Comics and Stories, saltando però quelle eventualmente già pubblicate nei numeri precedenti all'interno della sezione monografica in quanto attinenti al tema del numero. L'ordine cronologico non viene quindi più rigorosamente rispettato, in quanto le storie di Barks da dieci pagine ritenute attinenti al tema del numero verranno anticipate e pubblicate nella sezione monografica piuttosto che in quella cronologica. Il secondo e ultimo ciclo, denominato Vita da Paperi e durato sei numeri, vede il rinnovamento della costina, la cui numerazione riparte da 1 (sebbene la numerazione precedente prosegua, venendo riportata in quarta di copertina) e della grafica della rivista; le pagine scendono da 132 a 100. Inoltre, la testata non pubblica più storie di Don Rosa, evitando così sovrapposizioni con la testata The Don Rosa Library, pubblicata mensilmente in Italia a partire dal novembre 2017. Prosegue la sezione cronologica delle storie di Barks, affiancata da storie di più ampio respiro che esulano dalla cronologia. Restano le autoconclusive di Taliaferro e le storie di Jippes. Vengono pubblicati approfondimenti su alcuni autori, tra cui Guido Martina.